# WSXGA Wide XGA+
寬屏擴展圖形陣列+（英文：Widescreen Super eXtended Graphics Array Plus，简称WSXGA或WXGA+）是一種解析度為1440x900、縱橫比為16:10的非标准WXGA格式，也是17吋和19吋寬屏顯示器常用的一個解析度。